# لامار بورين
لامار بورين (بالإنجليزية: Lamar Boren)‏ هو مصور سينمائي أمريكي، ولد في 3 مايو 1917 في بروفو في الولايات المتحدة، وتوفي في 15 يناير 1986 في لاهويا في الولايات المتحدة.

## وصلات خارجية
- لامار بورين على موقع IMDb (الإنجليزية)
- لامار بورين على موقع ألو سيني (الفرنسية)
- لامار بورين على موقع أول موفي (الإنجليزية)
- لامار بورين على موقع قاعدة بيانات الأفلام السويدية (السويدية)
- لامار بورين على موقع قاعدة بيانات الفيلم (الإنجليزية)
- لامار بورين على موقع كينوبويسك (الروسية)